# Ђачко доба проналазача Полжа
„Ђачко доба проналазача Полжа” је југословенски и словеначки филм први пут приказан 22. марта 1982. године. Режирао га је Јане Кавчич а сценарио су написали Јане Кавчич и Жељко Козинц.

## Улоге
| Глумац           | Улога                     |
| ---------------- | ------------------------- |
| Миха Петровчић   | Јани Полж                 |
| Тања Вренк       | Хојка                     |
| Богдан Жупан     | Фитипалди                 |
| Јожица Авбељ     | Професор Еротика          |
| Иво Бан          | Председник Савета станара |
| Урош Баста       | Лука                      |
| Ливио Богатец    | Фитипалдијев отац         |
| Јуре Чемерник    | Кондуктер                 |
| Дамјана Церне    |                           |
| Марјета Грегорац | Полжова мајка             |
| Матјаж Груден    | Балинкугла                |
| Јанез Хочевар    | Полжов отац               |
| Борис Јух        | Библиотекар               |
| Владимир Јурц    | Професор Кљунац           |

Остале улоге  ▼
| Глумац           | Улога             |
| ---------------- | ----------------- |
| Марина Коцјанчич | Нивес             |
| Манца Кошир      | Сусетка           |
| Ирена Крањц      | Ћерка старатеља   |
| Александер Кросл | професор Бродник  |
| Аница Кумер      | Виолетина мајка   |
| Златко Мадунић   | Тренер            |
| Бранка Персоља   | Беба              |
| Павле Раковец    | Продавац папагаја |
| Павле Равнохриб  | Учитељ гимнастика |
| Марко Симчић     | Виолетин отац     |
| Тина Шубић       | Виолета           |
| Метода Зорчич    | Продавачица       |